# Eleccions legislatives sueques de setembre de 1914
Les eleccions legislatives sueques de setembre de 1914 es van celebrar el 25 de setembre de 1914. L Els més votats foren els moderats i Hjalmar Hammarskjöld fou nomenat primer ministre de Suècia.

## Resultats
|                              |                                             |                                             |           |          |          |     |  |  |
| Partit                       | Partit                                      | Partit                                      | Vots      | %        | Escons   | +/− |  |  |
|                              |                                             | Lliga Electoral General (AV)                | 267.124   | 36,52    | 86 / 230 | =   |  |  |
|                              | Lliga de Pagesos (B)                        | 1.507                                       | 0,21      | 0 / 230  | Nou      |     |  |  |
| Lliga Electoral General (AV) | Lliga Electoral General (AV)                | 268.631                                     | 36,73     | 86 / 230 | =        |     |  |  |
|                              | Partit Socialdemòcrata (S)                  | Partit Socialdemòcrata (S)                  | 266.133   | 36,39    | 87 / 230 | 13  |  |  |
|                              | Associació Nacional de Lliurepensadors (FL) | Associació Nacional de Lliurepensadors (FL) | 196.493   | 26,87    | 57 / 230 | 13  |  |  |
|                              | Altres partits                              | Altres partits                              | 104       | 0,01     | 0 / 230  | =   |  |  |
|                              |                                             |                                             |           |          |          |     |  |  |
| Vots vàlids                  | Vots vàlids                                 | Vots vàlids                                 | 731.361   | 99,44    |          |     |  |  |
| Vots blancs i invàlids       | Vots blancs i invàlids                      | Vots blancs i invàlids                      | 4.124     | 0,56     |          |     |  |  |
| Total                        | Total                                       | Total                                       | 735.485   | 100      | 230      | =   |  |  |
| Abstenció                    | Abstenció                                   | Abstenció                                   | 376.282   | 33,85    |          |     |  |  |
| Inscrits / participació      | Inscrits / participació                     | Inscrits / participació                     | 1.111.767 | 66,15    |          |     |  |  |